# Josefa Schiefer
Josephine Katharina „Pepi“ Schiefer (* 6. Mai 1892 in Laufen; † 8. Februar 1980 ebenda) war eine deutsche Unterhaltungskünstlerin, Heimatforscherin und Volksliedsammlerin im Rupertiwinkel.

## Leben
Gemeinsam mit ihrer jüngeren Schwester, der ausgebildeten Fotografin Bertha (* 19. Februar 1904 in Laufen; † 31. Juli 1979 ebenda), begann die als Hausangestellte tätige Josefa Schiefer in den 1930er Jahren, regionale Erzählungen, Bräuche, Volkslieder und Dialektausdrücke zu sammeln. Josefa war zuvor als Hausangestellte in München und Berlin mit der Wandervogelbewegung in Berührung gekommen. Gesammelte Volkslieder, teilweise vor Jahrzehnten nur gesanglich übernommen, nahmen die Schwestern später auf Tonband auf, so dass vergessene und fast verlorene Lieder dadurch archiviert und der Nachwelt erhalten werden konnten.
Die Schwestern gelten u. a. als Bewahrerinnen der Laufen-Oberndorfer Schiffahrtsüberlieferung, sammelten die alten Lieder der Schiffer und trugen dieses Liedgut öffentlich vor.
Josefa Schiefer veröffentlichte etliche lokalhistorische und volkskundliche Schriften. Im Rahmen der oberbayerischen Volksliedpflege wurden die Schwestern – auch noch nach dem Zweiten Weltkrieg – häufig zu Bühnenveranstaltungen und Hörfunksendungen eingeladen.
Die Schwestern lebten in Laufen, wo sie in den 1950er und 1960er Jahren eine Heißmangel betrieben, und sind dort beide auf dem neuen Friedhof beerdigt.

## Werke (Auswahl)
- Vo herent und drent, Eine Liedersammlung von links und rechts der Salzach zwischen Teisenberg und Innviertel, Bayerischer Landesverein für Heimatpflege, München 1977.
- Der Laufener Buckkasten, in: Sänger- u. Musikantenzeitung, Band 5, Heft 2, 1962, S. 22–32.
- Erinnerungen an Schloß Pauer am Abtsee, in: Das Salzfaß, NF 2, 1968, S. 78–80.

## Auszeichnungen
- 1963: Verdienstkreuz am Bande der Bundesrepublik Deutschland[8]
- Am Wohnhaus in Laufen (Wagnergasse) wurde eine Gedenktafel angebracht
- Im Heimatort Laufen wurde die Geschwister-Schiefer-Straße nach ihnen benannt.[9]